# Pelly Bay Airport
Pelly Bay Airport är en flygplats i Kanada. Den ligger i den nordöstra delen av landet, 2 700 km norr om huvudstaden Ottawa. Pelly Bay Airport ligger 17 meter över havet.
Terrängen runt Pelly Bay Airport är platt åt sydost, men åt nordväst är den kuperad. Havet är nära Pelly Bay Airport åt sydväst. Trakten runt Pelly Bay Airport är nära nog obefolkad, med mindre än två invånare per kvadratkilometer.. Närmaste större samhälle är Kugaaruk, 0,69 km väster om Pelly Bay Airport. 
Trakten runt Pelly Bay Airport består i huvudsak av gräsmarker.